# Фредрік Єнсен (футболіст)
Фредрік Єнсен (фін. Fredrik Jensen; нар. 9 вересня 1997, Порвоо) — фінський футболіст, півзахисник клубу «Аріс» (Салоніки).
Виступав, зокрема, за клуб «Твенте», а також національну збірну Фінляндії.

## Клубна кар'єра
Народився 9 вересня 1997 року в місті Порвоо. Вихованець юнацьких команд футбольних клубів «ГІК» та «Твенте».
У дорослому футболі дебютував 2016 року виступами за команду клубу «Твенте», в якій провів два сезони, взявши участь у 55 матчах чемпіонату. 
До складу клубу «Аугсбург» приєднався 2018 року. Станом на 26 березня 2019 року відіграв за аугсбурзький клуб 6 матчів в національному чемпіонаті.

## Виступи за збірні
2012 року дебютував у складі юнацької збірної Фінляндії (U-17), загалом на юнацькому рівні взяв участь у 12 іграх.
Протягом 2016–2017 років залучався до складу молодіжної збірної Фінляндії. На молодіжному рівні зіграв у 7 офіційних матчах.
2017 року дебютував в офіційних матчах у складі національної збірної Фінляндії.

## Статистика виступів

### Статистика виступів за збірну
| Дата       | Місто               | Господарі | Результат | Гості       | Турнір                               | Голи | Примітки |
| ---------- | ------------------- | --------- | --------- | ----------- | ------------------------------------ | ---- | -------- |
| 28-3-2017  | Інсбрук             | Австрія   | 1 – 1     | Фінляндія   | товариський матч                     | 1    | 59'      |
| 7-6-2017   | Турку               | Фінляндія | 1 – 1     | Ліхтенштейн | товариський матч                     | -    | 54'      |
| 11-6-2017  | Тампере             | Фінляндія | 1 – 2     | Україна     | Відбір до ЧС 2018                    | -    | 68'      |
| 5-9-2017   | Шкодер (місто)      | Косово    | 0 – 1     | Фінляндія   | Відбір до ЧС 2018                    | -    | 54'      |
| 9-11-2017  | Гельсінкі           | Фінляндія | 3 – 0     | Естонія     | товариський матч                     | -    | 46'      |
| 26-3-2018  | Анталія (провінція) | Фінляндія | 5 – 0     | Мальта      | товариський матч                     | 1    |          |
| 15-11-2018 | Афіни               | Греція    | 1 – 0     | Фінляндія   | Ліга націй УЄФА 2018-2019 - 1-й етап | -    | 74'      |
| 26-3-2019  | Єреван              | Вірменія  | 0 – 2     | Фінляндія   | Відбір до ЧЄ 2020                    | 1    | 69'      |
| Усього     |                     | Матчів    | 8         |             | Голів                                | 3    |          |

| Дата       | Місто                  | Господарі  | Результат | Гості       | Турнір                             | Голи | Примітки |
| ---------- | ---------------------- | ---------- | --------- | ----------- | ---------------------------------- | ---- | -------- |
| 2-9-2016   | Вааса                  | Фінляндія  | 0 – 1     | Австрія     | Кваліфікація молодіжного Євро-2017 | -    | 46'      |
| 6-9-2016   | Сейняйокі              | Фінляндія  | 0 – 1     | Німеччина   | Кваліфікація молодіжного Євро-2017 | -    | 86'      |
| 7-10-2016  | Гельсінкі              | Фінляндія  | 0 – 0     | Азербайджан | Кваліфікація молодіжного Євро-2017 | -    |          |
| 11-10-2016 | Хімки                  | Росія      | 1 – 1     | Фінляндія   | Кваліфікація молодіжного Євро-2017 | -    |          |
| 24-3-2017  | Сан-Педро-дель-Пінатар | Нідерланди | 2 – 0     | Фінляндія   | Товариський матч                   | -    | 68'      |
| Усього     |                        | Матчів     | 5         |             | Голів                              | 0    |          |